# Ирис виргинский
Ирис виргинский (лат. Iris virginica) — вид травянистых растений рода Ирис (Iris) семейства Ирисовые (Iridaceae).

## Ареал
Распространен в Северной Америке от Вирджинии до Флориды, в западном направлении до Техаса. Растёт на местах с хорошим увлажнением, на богатых питательными веществами почвах.

## Ботаническое описание
Листья темно-зелёные или серо-зелёные, расположены в виде веера по 8—12 штук, поверхность ребристая, длина листовой пластинки до 90 см, ширина 3,5 см. Корневища сначала вертикальные, а потом горизонтальные, с белыми, шнуровидными корнями.
Цветонос — до 80 см высотой. Цветки крупные, до 10 см в диаметре, розово-фиолетовые, голубые, малиновые, грязновато-зелёные; внешние доли околоцветника отогнуты, с удлинённым, интенсивно-жёлтым пятном. Семена шаровидные.